# En man som heter Ove (film)
En man som heter Ove är en svensk-norsk dramakomedifilm, i regi och skriven av Hannes Holm och som hade biopremiär i Sverige den 25 december 2015. Filmen bygger på Fredrik Backmans roman med samma namn från 2012. Rolf Lassgård spelar titelrollen som Ove, en vresig gammal man som upprätthåller strikt ordning i sitt radhusområde. När filmen börjar har Oves hustru Sonja (spelad av Ida Engvoll) dött av cancer och efter ett halvår planerar Ove att följa med henne i döden. Hans självmordsplaner blir dock saboterade när den höggravida Parvaneh (Bahar Pars) med sin familj blir Oves nya grannar. Deras inträde i området förändrar Oves liv för evigt.
Filmprojektet tillkännagavs den 17 maj 2014. Redan vid ett tidigt stadium bestämde sig Hannes Holm för att tilldela Rolf Lassgård rollen som Ove, trots att producenterna hade efterfrågat en mer "komisk" skådespelare. Vid manusförfattandet tog Holm inspiration dels från Carin Mannheimers berättelser, dels från sin egen barndom i ett radhusområde på Lidingö. Filmen inspelades mellan mars och maj 2015 i främst Trollhättan med omnejd liksom i andra delar av Västra Götaland och på Mallorca. Vid inspelningen använde sig Lassgård av en särskild mask för att få ett mer åldrat utseende. Filmen producerades av Tre Vänner i samproduktion med Fantefilm AS, Film i Väst, Nordisk Film, Sveriges Television och Nordsvensk Filmunderhållning.
En man som heter Ove blev en framgång både kommersiellt och hos kritikerna. Med sina 1,7 miljoner biobesökare är filmen den tredje mest sedda svenska filmen i Sverige genom tiderna. Filmen hyllades för sin tragikomiska berättelse och sitt skådespel, i synnerhet Rolf Lassgårds rollprestation. Vid Oscarsgalan 2017 var filmen nominerad till bästa icke-engelskspråkiga film och bästa smink, men vann ingen av kategorierna. Filmen tilldelades en European Film Award för bästa komedi och vid Guldbaggegalan 2016 fick den publikpriset och två guldbaggar för bästa mask och smink och bästa manliga huvudroll till Lassgård. 
En amerikansk nyinspelning hade svensk premiär den 13 januari 2023 under titeln A Man Called Otto, med Marc Forster som regissör och med Tom Hanks i huvudrollen.

## Handling
Ove Lindahl är en femtionio år gammal enstörig man som bor i ett svenskt radhusområde, där han upprätthåller strikt ordning till grannarnas stora förtret. Samtidigt lider han av depression och besöker flera gånger sin frus gravsten. Han hamnar i en självmordskris när han efter fyrtiotre års arbete på samma tågbolag tvingas gå i pension. När han försöker hänga sig själv i sitt hus blir han avbruten när en familj, bestående av den höggravida svenskiraniern Parvaneh, hennes svenske make Patrick och deras döttrar Sepideh och Nasanin, flyttar in i huset tvärs över gatan. Ove blir förbannad och försöker ignorera dem och andra grannar för att göra ett nytt självmordsförsök.
Under sina olika självmordsförsök blickar Ove tillbaka till sitt förflutna. Hans mamma dog när han var sju år gammal. Hans pappa arbetar som mekaniker på ett tågbolag och har ett stort intresse för bilmotorer, vilket han delar med sig till Ove. När Ove blir ung vuxen dör pappan i en olycka på bolagets bangård, varpå Ove övertar pappans jobb i bolaget. Kort senare får Ove besök av två kommunanställda, vilka Ove kallar för "Vitskjortorna", som förklarar för honom att hans hus kommer att rivas. En natt råkar hans grannars hus fatta eld, från vilken Ove räddar två personer. Men elden sprider sig till Oves hus och "Vitskjortorna" förhindrar brandmännen från att släcka den. Utan någonstans att ta vägen övernattar Ove i en tågkupé. När Ove vaknar upp träffar han i samma kupé den unga lärarstudenten Sonja. Efter tre veckor börjar de dejta och några år senare friar Ove till Sonja, som senare blir gravid. De flyttar in i radhusområdet och Ove blir vän med en granne vid namn Rune, med vilken han samarbetar för att skapa ordning och reda i grannskapet. Genom åren växer de ifrån varandra och kontakten bryts när Rune sparkar Ove från bostadsrättsföreningens styrelse. Senare blir Rune helt förlamad i sviterna av en hjärninfarkt och tas om hand av sin fru Anita.
Tillbaka i nutiden fortsätter Ove med sina självmordsförsök. En dag försöker Ove ta livet av sig genom kolmonoxidförgiftning, men han blir avbruten av Parvaneh. Hon frågar honom om hon kan få skjuts till sjukhuset och om han kan vara barnvakt till hennes båda döttrar, efter att Patrick råkat ramla från en stege. När Ove motvilligt fullgjort detta går han till en järnvägsstation och planerar att hoppa framför ett tåg. När en man på perrongen plötsligt svimmar och faller ner på spåret, hoppar Ove ner och räddar honom. På vägen hem tar Ove in en herrelös katt som han tidigare skrämt bort. En dag frågar Parvaneh om Ove kan lära henne att köra bil. Efter en tids reflektion hjälper Ove henne att ta sitt körkort. Ove reparerar en cykel som han först konfiskerat och senare lämnar tillbaka till tonåringen Adrian, en gammal elev till Sonja. Ove försöker senare begå självmord med ett hagelgevär, men han avbryts av att Adrian och hans kompis Mirsad ringer på hans dörr. De frågar om Mirsad kan få bo hos Ove eftersom Mirsad hade blivit utslängd från sitt hem efter att ha kommit ut som homosexuell inför sin familj. Då Adrian påpekar att Sonja alltid hjälpt andra, bjuder Ove in Mirsad i sitt hus.
Anita och Ove hamnar i en konflikt med en "Vitskjorta" som vill tvinga Rune att flytta in på ett äldreboende. Ove beslutar sig för att hjälpa Rune, men de lokala myndigheterna vägrar att lyssna på hans protester och Parvaneh klagar på hans arga temperament. Ove lugnar ner sig och berättar för henne om när han och den gravida Sonja åkte på en romantisk semester till Spanien. På hemresan råkar de ut för en allvarlig bussolycka. Båda överlever, men Sonja förlorar barnet och blir rullstolsburen. Efter att Sonja läst klart sin lärarutbildning nekas hon att få jobb eftersom skolorna inte är handikappanpassade. När de lokala myndigheterna ignorerar Oves förslag om att bygga en rullstolsramp till en skola tillbringar Ove en hel natt med att bygga den själv. Oves gärning gör att Sonja äntligen får arbeta som lärare och i skolundervisningen kämpade hon för barnen hon aldrig fick. Ove tröstas av Parvaneh när han avslöjar att Sonja dog i cancer för ett halvår sedan och att han lovade att följa henne i döden.
Med hjälp av en journalist lyckas Ove stoppa "Vitskjortan" från att omplacera Rune. På vägen hem kollapsar plötsligt Ove och på sjukhuset anger han Parvaneh som sin nära anhörig. Parvaneh får veta att hennes "pappa" lider av ett förstorat hjärta, men att han kommer återhämta sig. Skrattande säger hon till Ove att han är "sjukt dålig på att dö", innan hon själv går in i sin förlossning och föder en pojke. Ove ger gåvor till Parvaneh och hennes döttrar, vilka kallar honom för "morfar". Flera månader senare vaknar Parvaneh upp på morgonen av ett snöfall och ser att Ove inte har skottat utanför sitt hus. Parvaneh och Patrick springer till huset och upptäcker att Ove har dött i sömnen. I en lista över strikta instruktioner önskade Ove om att få en enkel ceremoni med bara de närmaste och med de som "tycker att jag har gjort rätt för mig". På begravningen uppvaktas Ove av alla sina grannar. Ove vaknar sedan upp i ett tåg och får äntligen återförenas med Sonja.

## Rollista
Följande skådespelare medverkar i filmen:

- Rolf Lassgård – Ove Lindahl 
  - Filip Berg – Ove som ung vuxen
  - Viktor Baagøe – Ove som barn
- Bahar Pars – Parvaneh Pourani
- Ida Engvoll – Sonja Lindahl
- Tobias Almborg – Patrick Andreasson
- Klas Wiljergård – Jimmy
- Chatarina Larsson – Anita 
  - Maja Rung – Anita som ung vuxen
- Börje Lundberg – Rune 
  - Simeon Lindgren – Rune som ung vuxen
- Stefan Gödicke – Oves pappa
- Johan Widerberg – Vitskjortan
- Anna-Lena Bergelin – Lena, journalist
- Nelly Jamarani – Sepideh, Parvanehs dotter
- Zozan Akgün – Nasanin, Parvanehs dotter
- Simon Edenroth – Adrian
- Poyan Karimi – Mirsad
- Jessica Olsson – Mähät
- Fredrik Evers – Anders
- Ola Hedén – Tom
- Lasse Carlsson – Oves kollega
- Anna Granath – Beppo, sjukhusclown
- Emelie Strömberg – Blomsteraffärsexpedit
- Christoffer Nordenrot – Dressmankille 1
- Simon Reithner – Dressmankille 2
- Jerker Fahlström – Konduktören
- Johanna Karlberg – Byggvaruhusexpedit
- Johan Friberg	– Direktören
- Erik Ståhlberg – Vitskjortan epok
- Magnus Sundberg – Halstatuerad man
- Karin de Frumerie – Oves läkare

## Produktion

### Bakgrund
Krönikören Fredrik Backman gjorde sin författardebut med romanen En man som heter Ove (2012). Romanen blev en internationell bästsäljare och hade 2017 översatts till 44 språk. Den hamnade på första plats på "Best Seller List" hos den amerikanska tidningen The New York Times och låg kvar på listan i 82 veckor i följd. År 2015 hade romanen sålts i 800 000 exemplar och 2017 uppgick antalet sålda exemplar till över sju miljoner. En man som heter Ove sattes senare upp som teaterpjäs på flera scener. Den första pjäsen hade premiär på Rival i Stockholm den 30 januari 2015, i regi av Emma Bucht, skriven av Marie Persson Hedenius och med Johan Rheborg i huvudrollen. Pjäsen blev mycket framgångsrik och har även satts upp i Norge och Finland.
Den 19 februari 2013 förvärvade produktionsbolaget Tre Vänner filmrättigheterna till En man som heter Ove. Filmprojektet sattes igång när Tre Vänners producent Annica Bellander Rune tog kontakt med regissören Hannes Holm och frågade honom ifall han kunde tänka sig att regissera filmen. Holm avvisade först projektet med förklaringen att Backmans roman enligt honom lät som en komedibok och att han inte var intresserad av att göra fler komedifilmer. Holm ändrade uppfattning när han hade läst igenom romanen, efter att ha fått ett exemplar av Bellander. Han blev djupt berörd av romanens berättelse och beskrev att den "innehåller såväl komiska som sorgliga inslag". Holm hade efteråt ett möte med Fredrik Backman. Då Backman var oerfaren inom filmbranschen kom båda parterna överens om att Holm skulle skriva filmens manus.

### Förproduktion
Vid en presskonferens under filmfestivalen i Cannes den 17 maj 2014 tillkännagav produktionsbolaget Film i Väst att Hannes Holm skulle bli regissör och manusförfattare till filmadaptionen av Fredrik Backmans roman En man som heter Ove. Filmen planerades att spelas in i Trollhättan och Spanien under hösten 2014 och våren 2015 och filmens premiär sattes till juldagen 2015. Den kom att bli Holms första långfilm baserad på en roman. Enligt producenten Bellander uppgick filmens budget till 40 miljoner svenska kronor. Enligt Holm uppgick filmens produktionsbudget till 350 000 amerikanska dollar (motsvarande 2 775 500 kronor). Filmen producerades av Tre Vänner i samproduktion med Fantefilm AS, Film i Väst, Nordisk Film, Sveriges Television och Nordsvensk Filmunderhållning. Filmen tilldelades 6 miljoner svenska kronor i automatstöd av Svenska Filminstitutet, 2 miljoner norska kronor i produktionsstöd av Norska filminstitutet och 2 miljoner norska kronor i produktionsstöd av Nordisk Film- & TV Fond. Den norska andelen av filmens budget uppgick till 11,5 procent, motsvarande 4 034 376 norska kronor. De norska produktionsbolagen försåg filmteamet med ljus- och kamerautrustning och ansvarade under produktionen för laboratoriearbetet, ljudinspelningen, ljudredigeringen, ljudmixningen och musikkompositionen.
Holm färdigställde filmens manus efter två månader och medgav att manusets första version "var mer eller mindre den film vi spelade in." Tidigt under manusförfattandet förstod Holm att han ville se Rolf Lassgård i huvudrollen som Ove. Så fort Holm hade färdigställt manuset presenterade han filmprojektet för Lassgård i samband med ett lunchmöte. Lassgård hade själv inte läst Backmans bok och var inledningsvis tveksam till att spela rollen som en komisk karaktär. Han ändrade uppfattning så småningom efter att ha läst igenom filmens manus och då flera personer i hans närhet, inklusive hans egen fru och dotter, som läst Backmans roman, uppmanade honom att acceptera rollen.
Bortsett från bokens innehåll tog Holm mycket inspiration från Carin Mannheimer, vars pjäser och tv-serie Svenska hjärtan (1987–1998) skildrar äldre människor som bor i idylliska radhusområden. Han tog även inspiration från sin egen barndomstid på Lidingö under 1960-talet, när han med sina föräldrar bodde först i en lägenhet i Näset och senare i ett radhus i Rudboda. När han var liten brukade han titta på sina föräldrars gamla fotoalbum om de romantiska utflykter de gjorde innan han var född. Han beskrev även sin pappa som väldigt lik karaktären Ove, främst genom att vara "väldigt ordningsam. Han är trubbig och hård på utsidan men kärleksfull och varm på insidan. Och han har keps och kör en Saab...".

### Konflikt med SF Studios
Under produktionen hamnade Hannes Holm i en konflikt med styrelsen hos filmproduktionsbolaget SF Studios gällande filmens budget och innehåll. Bolaget är sedan 2013 ägare till Tre Vänner. Under produktionens gång fick Holm veta att SF Studios hade tagit en stor del av filmens budget, omkring 30 procent, för sig själva innan starten av filminspelningen, medan det normala för ett filmbolag, enligt Holm, är att ta ut mellan 10 eller 20 procent. Även Film i Västs verkställande direktör Tomas Eskilsson kritiserade bolaget för att det "tar de högsta marginalerna i branschen". SF:s verkställande direktör Jonas Fors, tidigare VD för Tre Vänner, förnekade att SF Studios tagit 30 procent av filmens budget och angav att bolagets marginal "som regel [låg] kring 10 procent". Holm avfärdade Fors svar som "trams" och påstod att han själv hade "sett dokument där de [SF Studios] tycker att 19,7 procent är alldeles för liten marginal och behöver åtgärdas."
Vidare kritiserade Holm bolaget för att det "drivs av ett pengaintresse och att kreativitet inte alls är lika viktigt. Dessutom präglas bolaget av en sexistisk grabbkultur." Produktionsbolaget ville exempelvis av budgetskäl ta bort de scener som utspelades i Spanien och en katt som hade en viktig roll i Backmans roman. Holm lämnade filmprojektet i protest, men kunde återvända efter att han fått sina krav tillgodosedda av bolaget. Efter produktionens slut skrev Holm ett brev till SF:s styrelse, där han beklagade att han "aldrig varit med om maken till ett så dåligt skött bolag". Holms kritik mot SF Studios hyllades av olika profiler inom den svenska filmbranschen, såsom Peter Birro, Ellen Tejle, Jonas Holmberg och Jan Gradvall. I samband med Sveriges Televisions program Kulturnyheternas granskning av SF Studios fick Jonas Fors sparken av Bonniers den 10 juni 2016.

### Karaktärsteckning och rollfördelning

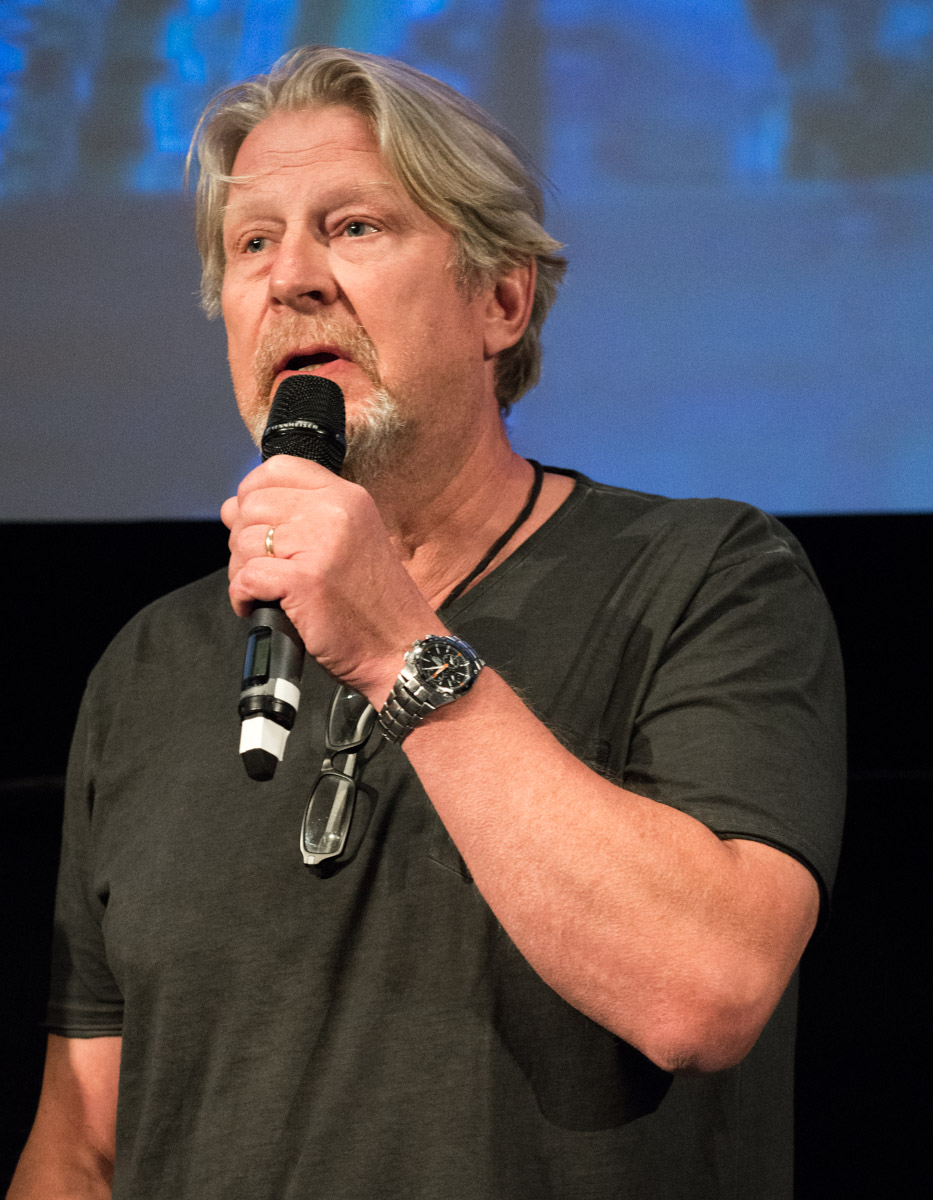
Rolf Lassgård under presentationen av En man som heter Ove i Filmhuset 2015.

Den 6 november 2014 tillkännagavs att Rolf Lassgård skulle spela huvudrollen som Ove Lindahl. Producenterna var inledningsvis tveksamma till att tilldela Lassgård rollen som Ove, då Lassgård huvudsakligen hade medverkat i dramaproduktioner och inte var en komediskådespelare. Holm argumenterade dock att han rollsatte honom för hans skådespelartalang, och att han inte sökte efter komiska skådespelare. Lassgård beskrev rollen som en utmaning för honom och att Ove "är ju lika gammal som jag är i boken men han känns som en äldre man från en annan tid. Jag har aldrig spelat morfar förut, det ska bli jävligt spännande att hitta den här gubben." Det svåraste med att spela rollen som Ove var att "hitta växlingarna mellan komiken och det dramatiska, förutom att rent fysiskt gestalta den. Det har varit en drömroll att jobba med."
När Lassgård efter genomläsningen av filmmanuset även läst igenom Backmans bok hade han ett lunchmöte med författaren, som han efteråt erkände "låste upp en nyckel till karaktären (Ove)." Lassgård fick dels veta av Backman om hur Oves "stora mörker" blev till, dels att Ove "kunde lära sig några nya onyttigheter, men han ville inte lära sig och säger nej." Vidare var Lassgård fascinerad av Oves tragiska levnadshistoria "som gör att han agerar som han gör, den här otroliga saknaden efter den konkreta kärleken till sin hustru och det som hänt henne, plus det som han upplever av samhällets framåtskridande och hur han försöker stå upp mot det med sin envishet." Han erkände att han personligen är ganska olik Ove: "vi är jämngamla, men i praktiken är han nog tio år äldre än jag. Han är sprungen ur det gamla folkhemmet men missade poprevolutionen och ego-boomen. Han är nog mer som 59-åringarna var i mina föräldrars generation". Lassgård erinrade att Oves utseende och beteende påminde en del om hans egen pappa när han var vid samma ålder som karaktären. Han beskrev samtidigt Ove som en "kinesisk ask. Man tror att saker och ting är på ett visst sätt, men så lyfter man på locket och upptäcker att det inte alls var så. Då ligger det en ny ask där inne och lyfter man där får man en ny aha-upplevelse. Det är drömrollen för en skådespelare."
Både Holm och Lassgård inspirerades till Oves gestaltning av Alexander Paynes film About Schmidt (2002), vars huvudroll Warren Schmidt spelad av Jack Nicholson var en "nypensionerad känslostum försäkringstjänsteman" med en avliden fru. Lassgård influerades även av filmen Still Life (2013) av Uberto Pasolini, vars huvudroll John May spelad av Eddie Marsan är en "solitär kommunal byråkrat" som ordnar begravningar till personer som saknar anhöriga. Lassgård förklarade att "de här ensamma männen gav tankar för Ove, även om vår film drar mer mot komedin. Samtidigt har vi dödat många älsklings-skratt för historiens skull. Vi har velat skapa en liten tragikomisk berg- och dalbana".
Den 4 februari 2015 tillkännagavs att Filip Berg tilldelades rollen som den yngre Ove. Innan inspelningen hade Berg en gemensam diskussion med Lassgård och Holm gällande karaktärens tankebanor och sätt att agera i olika situationer. Både Lassgård och Berg skulle göra sina egna tolkningar av karaktären. För att förbereda sin gestaltning hade Berg observerat Lassgårds inspelningar och studerat hans rörelsemönster och sätt att prata. Samtidigt läste Berg hälften av Backmans bok inför sina egna scener. Ida Engvoll tilldelades rollen som Oves fru Sonja. Hon hade läst boken inför sin provspelning och "kände redan då mycket för Sonja, hennes historia är ju ännu mer utmejslad i boken."

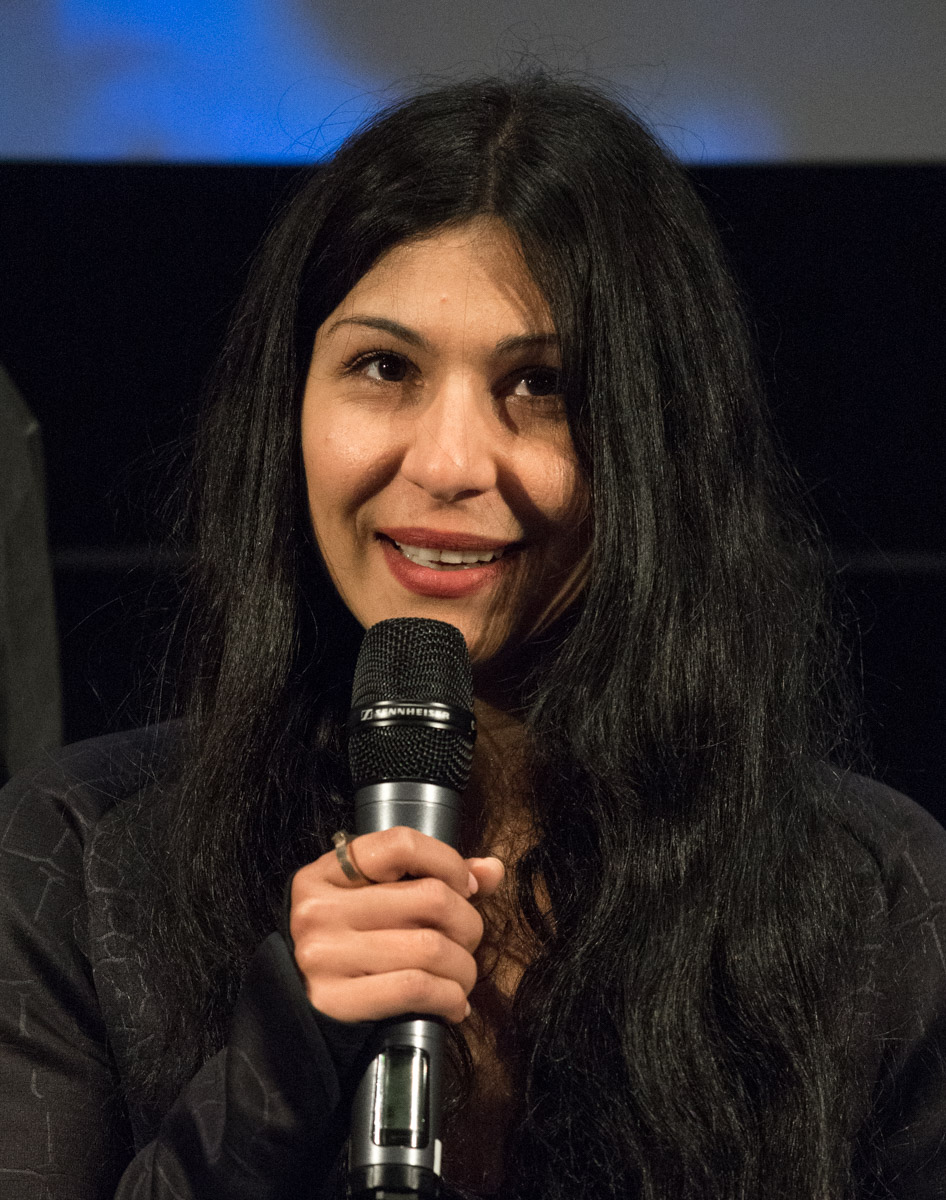
Bahar Pars i Filmhuset 2015.

Bahar Pars reflekterade att hon inledningsvis var tveksam att acceptera rollen som Parvaneh, då hon i filmen skulle "representera en hel folkgrupp och typ alla invandrarkvinnor. För mig blev det inte bara att bära en roll, och det kan ju falla så otroligt platt. Det kan bli väldigt stereotypt och klyschigt om man gör det fel". Efter att hon läst igenom Backmans bok ville hon gestalta Parvaneh mindre stereotypt än i romanen. Hon beskrev bokens Parvaneh som en "väldigt simpel" sidokaraktär till Ove och "en färgklick som bjuder grannen Ove på exotisk mat." Innan hon tackade ja till rollen hade hon flera samtal med Holm angående hans planer för Parvanehs karaktär, varpå Holm gav Pars spelrum att porträttera "en hel människa och inte bara en schablon". Under inspelningen hade Pars flera diskussioner med filmteamet angående Parvanehs hus och karaktärens tal, kroppsspråk och utseende, där allt som Pars ansåg var "för kliché" skulle ändras eller tas bort. I efterhand var Pars glad att hon antagit rollen och berättade att hon efter filmens premiär fått flera beundrarbrev, "alla tycker att jag är världens finaste, Sverigedemokrater och allt skriver till mig." Tobias Almborg tilldelades rollen som Parvanehs make Patrick i juni 2014, vilken blev hans långfilmsdebut.

### Scenografi och mask
Maskörparet Love Larson och Eva von Bahr tillbringade flera månader med att skapa masker åt Rolf Lassgård. Enligt Holm, Larson och Bahr var Lassgård inte "tillräckligt mycket gubbe" och hade "för mycket hår" för att kunna gestalta Ove. Larson och Bahr inledde arbetet med att printa ut bilder på män som de tyckte såg ut som "Ovar" och de upptäckte att majoriteten av dessa hade håravfall. De skapade sedan en skiss på Lassgårds huvud i Photoshop där de tog bort hans huvudhår. Resultatet blev en mask i form av en silikonhjässa med ögonbryn, leverfläckar, blemmor och en lös huvudtopp med löshår. Masken var av samma typ som Johnny Depp använt när han gestaltade karaktären James "Whitey" Bulger i filmen Black Mass (2015). Masken tog två och en halv dag att tillverka, och då huvudtoppen bara höll för en inspelningsdag fick Love och Bahr skapa 27 kopior, och sedan slänga de gamla efter varje inspelningsdag. Varje mask tog två timmar att sätta på och en timme att ta av. Lassgård tilldelades även bruna kontaktlinser och specialtillverkade födelsemärken för att efterlikna Filip Berg. Berg hade först testat att använda blåa kontaktlinser för att hans ögon skulle efterlikna Lassgårds. Den lösningen valdes dock bort eftersom linserna fick Berg att se ut som en "vampyr".
Filmteamet letade runtom i landet efter ett lämpligt radhusområde som inspelningsplats. Enligt Holm hade teamet under sin spaning "nästan överallt" råkat påträffa "en Ove som stoppskylt och skrek "här får ni fan inte köra!"". Valet föll slutligen på ett radhusområde vid Bergkullevägen i stadsdelen Sylte i Trollhättan, där filmteamet hyrde tre radhus som skulle gestalta Oves, Parvanehs och Runes respektive hem. Stora delar av filmen spelades in i och utanför kedjehuset på Bergkullevägen 160, som användes som Oves hus. Filmteamet fick tillåtelse av husägaren att bygga om delar av husets interiör. Detta underlättade kameraarbetet och möjliggjorde för filmteamet att möblera om huset till vissa scener som utspelades under dåtid. Köket till huset byggdes om, en vägg revs, resten av väggarna målades om och samtliga möbler byttes ut. Radhusområdets gatstump döptes efter inspelningen om till "Oves gata".
Under produktionen bidrog Saab Car Museum i Trollhättan genom att låna ut några av sina Saabmodeller till filminspelningen.

### Inspelning

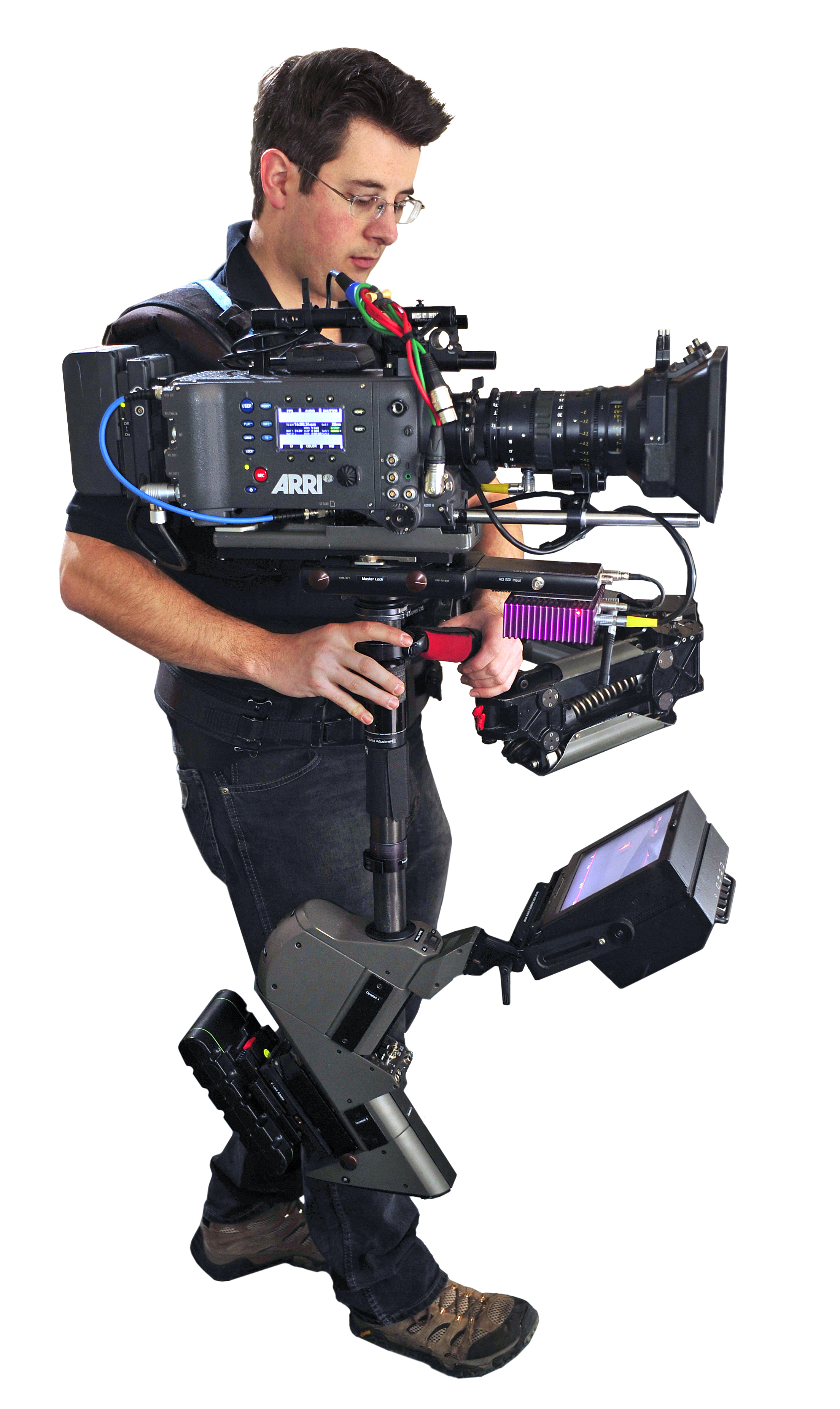
En Steadicam-operatör som håller digitalkameran ARRI Alexa SXT Plus med Angenieux-objektiv, som användes till inspelningen av En man som heter Ove.

Filminspelningen skedde under 39 dagar mellan 20 mars och 22 maj 2015. Filmfotograf var Göran Hallberg, som har fotograferat flera av Holms tidigare filmer. Filmen spelades in med digitalkameran ARRI Alexa SXT Plus, med Cooke Anamorphic/i som objektiv med en fast brännvidd och Angenieux Optimo 56-152 som zoomobjektiv. Stora delar av filmen inspelades med Anamorphic-objektiv, i synnerhet med brännvidden 40- och 60 mm, i syfte för Hallberg att komma nära skådespelarna. Till vissa scener använde Hallberg två kameror med Anamorphic- respektive Optimo-objektiv. Åkningen gjordes genom Steadicam med Joel Olsson som operatör.
För filmens ljussättning samarbetade Hallberg med filmelektrikern Kent Högberg. Filmens färgsättning syftades till att förstärka Oves karaktär och känslospel. Både interiör- och exteriörscener inspelades för att återspegla berättelsens sinnesstämning. Stora delar av filmen inspelades med mestadels molnigt väder och "blågrå" ljussättning, medan en av slutscenerna inspelades under "vår-sommar". Hallberg beskrev att när Ove går in i andra hus än hans eget "blir allting varmare och mer öppet". Under själva kameraarbetet skulle inledningen av filmen innehålla direktbilder och statiska bilder, medan när Ove senare interagerar med Parvaneh "börjar vi förflytta kameran" med jämna rörelser. Som belysningsutrustning använde Högberg PAR-lampor, som enligt Hallberg gav "fina reflektioner", Lite Panel-strålkastare, Kino Flo Celeb LED-strålkastare samt 4K och 6K HMI-strålkastare.
Inspelningen skedde under två sejourer. Lassgårds scener inspelades först medan flashback-scenerna med Filip Berg och Viktor Baagøe inspelades senare. Huvuddelen av filmen inspelades i Trollhättan och dess omnejd från den 20 mars fram till den 13 maj 2015. Lassgårds mask gjorde honom oigenkännlig såväl utanför inspelningen som bland vissa medarbetare i filmteamet under den första inspelningsdagen. Lassgård berättade att hans förändrade utseende gjorde att filmteamet behandlade honom intuitivt mer omhändertagande under inspelningens gång. För scenerna där Ove skulle hänga sig själv i sitt hem hängde Lassgård med hjälp av linor. Vid närbilder ställdes en liten låda som Lassgård kunde stå på, men vid helbilder fick han hänga utan skydd. För den herrelösa katten som följer med Ove använde sig filmteamet av två identiska katter, där den ena beskrevs som "mer aggresiv" medan den andra var mer lugn och som "inte har något emot att bli buren".
Oves och hans pappas hus inspelades i Höljebacka brandmuseum, som ligger 2 mil söder om Trollhättan. Bergslagernas Järnvägssällskap i Göteborg lånade ut sin bangård och tågsamling till filmteamet. Dess styrelseordförande Lars-Erik Karlsson var delaktig i inspelningen genom att med ett tåg köra över en docka som gestaltade Oves pappa. Övriga inspelningar skedde i Vänersborg, Uddevalla och Stockholm.
Scenerna i Spanien inspelades på Mallorca mellan 20 och 22 maj 2015. Inspelningsplatser var hotel Araxa i Palma de Mallorca, Cap de Formentor utanför Port de Pollença och Sa Calobra i Escorca kommun. För scenen med bussolyckan dekorerade filmteamet två identiska bussar, där den ena delades i tre delar som sedan svetsades ihop för att skapa illusionen av en autentisk olycka. Då Filip Bergs Ove sitter i busstoaletten under olyckans gång byggde filmteamet en separat toalett. För att simulera olyckan lyftes toaletten upp och roterades av en lastbil.

## Musik
Filmens musik komponerades av den norske jazzmusikern och kompositören Gaute Storaas.
| 1.           | Vaktmästaren      | Gaute Storaas | Gaute Storaas | 2:20  |
| 2.           | Första Försöket   | Gaute Storaas | Gaute Storaas | 1:20  |
| 3.           | Bokhyllor         | Gaute Storaas | Gaute Storaas | 1:34  |
| 4.           | Renoveringen      | Gaute Storaas | Gaute Storaas | 1:19  |
| 5.           | Branden           | Gaute Storaas | Gaute Storaas | 2:40  |
| 6.           | Kvinnan På Tåget  | Gaute Storaas | Gaute Storaas | 1:40  |
| 7.           | Invitationen      | Gaute Storaas | Gaute Storaas | 1:44  |
| 8.           | Kyssen            | Gaute Storaas | Gaute Storaas | 1:21  |
| 9.           | Barnvakten        | Gaute Storaas | Gaute Storaas | 1:49  |
| 10.          | Vaktmästarna      | Gaute Storaas | Gaute Storaas | 1:53  |
| 11.          | Sjukhuset         | Gaute Storaas | Gaute Storaas | 2:53  |
| 12.          | Rehabiliteringen  | Gaute Storaas | Gaute Storaas | 1:55  |
| 13.          | Volvo vs. Saab    | Gaute Storaas | Gaute Storaas | 2:34  |
| 14.          | Lärarinnan        | Gaute Storaas | Gaute Storaas | 1:44  |
| 15.          | Hjärtattacken     | Gaute Storaas | Gaute Storaas | 1:34  |
| 16.          | Barndopet         | Gaute Storaas | Gaute Storaas | 1:59  |
| 17.          | Det Stora Hjärtat | Gaute Storaas | Gaute Storaas | 2:50  |
| Total längd: | Total längd:      | Total längd:  | Total längd:  | 32:09 |

Följande licenserade låtar finns med i filmen.
| 1. | Blott en dag                     | Oscar Ahnfelt                                | Stockholms symfoniorkester |  |
| 2. | Var är tvålen?                   | Povel Ramel                                  | Povel Ramel                |  |
| 3. | Always on My Mind                | Mark James Wayne Thompson Johnny Christopher | Willie Nelson              |  |
| 4. | Suite bergamasque. Clair de lune | Claude Debussy                               | Claude Debussy             |  |
| 5. | Din skugga stannar kvar          | Johnny Mandel Paul Francis Webster Dan Ryde  |                            |  |
| 6. | Forever And Ever                 | Stelios Vlavianos Sarkis Kouyoumdjian        | Demis Roussos              |  |
| 7. | En stund på jorden               | Laleh                                        | Laleh                      |  |

## Distribution
En man som heter Ove distribuerades i Sverige, Norge och Danmark av Nordisk Film, som satte filmens världspremiär på juldagen 2015 i 265 biografer i Sverige och 125 i Norge. Enligt Pia Grünler på Nordisk Film var förväntningarna inför premiären höga, dels på grund av att den var baserad på en bästsäljande roman och dels därför att den populäre skådespelaren Rolf Lassgård spelade huvudrollen. Galapremiären skedde i biografen Rigoletto i Stockholm den 14 december 2015. Filmen sändes senare på SVT1 den 26 december 2017, 4 januari 2018 och 1–2 september 2018, liksom på SVT24 den 6 september och 6 december 2018. Den 26 december 2016 visades filmen på Internationella komedifilmfestivalen i Filmhuset i Stockholm för afghanska ensamkommande flyktingbarn. Filmen var textad på dari och visningen följdes av samtal med Bahar Pars som särskild gäst.
Redan den 3 november 2014 förvärvade Concorde Filmverleih och September Film Distribution filmens distributionsrättigheter i Tyskland respektive Benelux. Filmen hade biopremiär i Finland den 8 januari 2016 och i Danmark den 26 maj samma år. Den 1 mars 2016 förvärvade Music Box Films filmens distributionsrättigheter i USA och Kanada och satte nordamerikansk biopremiär den 30 september samma år i 40 amerikanska städer, inklusive under Minneapolis-Saint Paul International Film Festival. Filmen visades senare på filmfestivaler i Seattle, Scottsdale, Traverse City, Stonybrook, Madison, Wisconsin, Saint Louis, Houston och Orlando, Florida. Under filmfestivalen i Berlin såldes filmen till Japan, Frankrike, Spanien, Grekland, Taiwan och Litauen. Efteråt har filmen sålts till uppemot 50 länder.

## Mottagande

### Kommersiell respons
Biobesökare i Sverige
- 25 december 2015 – 76 000[81]
- 27 december 2015 – 241 726[69]
- 29 december 2015 – 295 000[69]
- 31 december 2015 – 423 731[82]
- 8 januari 2016 – 800 000[83]
- 14 januari 2016 – 1 000 000[84]
- 31 januari 2016 – 1 409 289[85]
- 11 februari 2016 – 1 502 430[86]
- 22 februari 2016 – 1 585 348[87]
- 28 februari 2016 – 1 617 637[88]
- 13 mars 2016 – 1 656 215[89]
- 31 mars 2016 – 1 688 143[90]
- 30 april 2016 – 1 709 066[91]
- 31 maj 2016 – 1 712 461[92]
- 30 juni 2016 – 1 713 117[93]
- 31 juli 2016 – 1 713 438[94]
- 31 augusti 2016 – 1 713 558[95]
- 30 september 2016 – 1 714 638[96]
- 31 oktober 2016 – 1 714 994[97]

#### Sverige
En man som heter Ove blev en stor svensk kassasuccé. Under premiärdagen hade filmen lockat 76 000 svenska biobesökare och puttade ner filmen Star Wars: The Force Awakens (2015) från sin förstaplats på biotoppen under julhelgen. I jämförelse hade Star Wars: The Force Awakens 44 000 svenska biobesökare under sin premiärdag den 18 december. Under de tre första dagarna på svenska biografer hade En man som heter Ove lockat 241 726 biobesökare, en siffra som överträffade den tidigare rekordhållaren Hundraåringen som klev ut genom fönstret och försvann (2013). Filmen blev Nordisk Films mest framgångsrika filmlansering någonsin.
Enligt statistikrapporter från Svenska Filminstitutet lockade filmen mellan 2015 och 2016 sammanlagt 1 714 994 biobesökare i Sverige och intjänat totalt 175 008 799 svenska kronor. Den 13 mars 2016 blev En man som heter Ove med 1 656 215 biobesökare den tredje mest sedda svenska filmen i Sverige genom tiderna, efter Sällskapsresan (1980) och Att angöra en brygga (1965). Filmen lockade totalt 423 731 biobesökare under sin premiärmånad i december 2015 och drog in 43 358 387 kronor. Den blev 2015 års näst mest sedda svenska film, efter En underbar jävla jul (2015), och den tionde mest sedda filmen i Sverige samma år. Under 2016 lockade filmen 1 285 966 biobesökare och drog in 131 650 412 kronor. Den blev 2016 års mest sedda film i Sverige, följd av filmen Zootropolis (2016) som lockade 608 225 biobesökare samma år, liksom 2016 års mest köpta svenska film. Den blev både 2017 och 2018 års näst mest sedda svenska film på TV med 1 914 000 respektive 1 223 000 tittare.

#### Utomlands
Mellan 2015 och 2016 lockade filmen enligt Svenska Filminstitutet totalt 1 349 657 biobesökare från 13 länder utanför Sverige. Enligt databasen Lumiere som hålls av European Audiovisual Observatory, Europarådets organ för den audiovisuella sektorn i rådets länder, hade filmen mellan 2015 och 2021 lockat sammanlagt 1 248 753 biobesökare från 25 europeiska länder exklusive Sverige. Dessa inkluderar 504 743 biobesökare från Tyskland, 208 829 från Danmark, 138 962 från Norge, 74 305 från Nederländerna, 50 808 från Finland, 45 477 från Italien, 34 358 från Spanien, 27 439 från Storbritannien, 26 966 från Polen, 25 772 från Österrike, 19 914 från Ungern, 19 021 från Schweiz, 13 672 från Ryssland, 13 054 från Frankrike, 9 000 från Tjeckien, 8 496 från Island, 7 108 från Grekland, 4 791 från Slovakien, 4 680 från Belgien, 3 306 från Portugal, 1 948 från Bulgarien, 1 727 från Estland, 1 722 från Kroatien, 1 410 från Litauen och 1 245 från Luxemburg.
Enligt siffror från webbplatsen Box Office Mojo hade filmen mellan 2015 och 2017 dragit in sammanlagt 30 692 889 dollar från 24 länder, som inbegriper 15 länder i Europa, 5 i Amerika, 2 i Asien och 2 i Oceanien. 20 224 613 dollar av denna summa intjänades i Sverige, varav 2 924 071 dollar var under öppningshelgen från 309 biografer. Totalt 10 468 276 dollar intjänades utanför Sverige, varav 9 657 229 dollar (82 183 019 kronor) indrogs under 2016 och 809 854 dollar (7 410 164 kronor) indrogs under 2017. I USA och Kanada indrog filmen 3 479 315 dollar, med 368 405 dollar som sin högsta summa från 167 biografer mellan 4 och 6 november 2016. Fyra veckor efter filmens amerikanska premiär hade den intjänat omkring 800 000 dollar. Mellan perioden 28 oktober och 24 november 2016 insamlades 1 976 319 dollar från som flest 194 biografer, och fram till 10 december 2016 hade filmen spelat in motsvarande 30 miljoner svenska kronor. Bland 200 av de högst inkomstbringande filmerna lanserade i USA och Kanada år 2016 hamnade En man som heter Ove på 175:e plats. Den hamnar på 26:e plats bland 200 filmer som haft premiär i färre än 600 biografer.
I Tyskland indrog filmen 2 383 722 dollar från som flest 171 biografer. I Norge indrog filmen 1 604 790 dollar, varav 354 818 dollar från 128 biografer under öppningshelgen. Från övriga territorier i Europa intjänade filmen 518 971 dollar från Nederländerna, 464 636 dollar från Finland, 192 261 dollar från Spanien, 177 224 dollar från Schweiz, 115 741 dollar från Österrike, 80 834 dollar från Island, 48 612 dollar från Ryssland, 44 795 dollar från Storbritannien, 10 899 dollar från Portugal, 10 241 dollar från Slovakien, 3 027 dollar från Litauen och 1 193 dollar från Bulgarien. Från Asien och Oceanien intjänade filmen 648 662 dollar från Sydkorea, 378 378 dollar från Australien, 134 722 dollar från Nya Zeeland och 7 318 dollar från Förenade Arabemiraten. Från Latinamerika intjänade filmen 77 598 dollar från Mexiko, 63 130 dollar från Colombia och 22 207 dollar från Argentina.

### Kritisk respons
Recensionerna för filmen var mestadels positiva. På webbsidan Rotten Tomatoes har filmen betyget 91 procent baserat på 119 recensioner (på deras så kallade "Tomatometer") med ett genomsnittligt betyg på 7.8 av 10. Webbplatsens kritiska konsensus lyder följande: "En man som heter Oves älskvärda uppriktighet – liksom Rolf Lassgårds flagranta och stenhårda prestation i titelrollen – förhindrar den från att ge efter för överdriven sentimentalitet." På Metacritic har filmen ett genomsnittsbetyg på 70 av 100, baserat på 21 recensioner. På Kritiker.se har filmen genomsnittsbetyget 3,5 av 5, baserat på 19 recensioner.
Aftonbladet, Expressen och Göteborgs-Posten gav alla filmen betyget 4 av 5. Jens Peterson från Aftonbladet hyllade filmens skådespel och dess berättelse som "rörande och känslostark". Maria Brander från Expressen hyllade Rolf Lassgårds och Bahar Pars rollprestationer; om den senare ansåg Brandar att Parvanehs skildring i filmen "fungerar [...] snäppet bättre än i boken". Mats Johnson från Göteborgs-Posten hyllade dess tragikomiska berättelse, den "träffsäkra dialogen" och Lassgårds skådespel, som han kallade för en "perfekt balans mellan komik och tragik". Samtidigt kritiserar Johnson filmen för att vara 30 minuter för lång och att Holm hade implementerat för många element från Backmans roman till filmen som han "ändå inte hinner utveckla". Nils Karlén från Moviezine gav filmen betyget 3 av 5. Karlén hyllade Lassgårds skådespel, men kritiserade filmens ojämna humor och att den var för lik filmen St. Vincent (2014). Fredrik Sahlin från Kulturnyheterna gav filmen betyget 3 av 5. Sahlin skrev att filmen "lutar sig lite för hårt mot lätt förutsägbara vändningar för att övertyga stort, men så är Holm inte heller ute efter att överraska. Målet är sannolikt en lättsmält men varm berättelse om saknad, alienation och människans behov av sammanhang och mening. Och det är precis det som Hannes Holm och hans nissar levererar." Clemens Poellinger från Svenska Dagbladet gav filmen betyget 3 av 6. Han hyllade dels dess "kompetent[a] manus- och filmarbete", dels dess flashback-scener som skapar "en skimrande bild av det gamla goda folkhemssverige, ett minnenas rike."
Krister Uggeldahl från finländska Hufvudstadsbladet gav filmen betyget 4 av 5. Uggeldahl hyllade Lassgårds rollprestation som hans "bästa arbete" och han beskrev att filmens komiska delar "skakar tass med det djupt tragiska, detta utan att regissören och manusförfattaren Hannes Holm [...] tappar fotfästet." Odie Henderson från RogerEbert.com gav filmen betyget 3,5 av 4. Han beskriver filmen som en "en sjukligt rolig och gripande framgång" och Rolf Lassgårds "rika och komplexa rollprestation som [...] både rolig och rörande". David Hughes från brittiska Empire gav filmen betyget 4 av 5. Han kritiserade filmen för att den åsidosatte karaktären Sonja i flashback-scenerna, men att filmen räddas tack vare karaktären Parvaneh som "ger Ove samvete och sällskap som han har saknat efter sin hustrus död." Shery Linden från The Hollywood Reporter hyllade filmens skådespel, men hon kritiserade filmens "melodrama[tiska] bakgrundshistoria", dess "tvådimensionella romantik" och att den innehåller en "subplot som involverar en karikatyrartad skurk, ytterligare en "Vitskjorta", som är för överdriven för att kunna uppfylla sitt avsedda syfte." I en mindre entusiastisk recension av Glenn Kenny från The New York Times skrev Kenny att filmen innehåller "förvisso godhjärtade saker, men som främst skulle intressera beundrare av filmisk tröstmat."
Dokumentärfilmaren Bengt Löfgren kritiserade filmen för att den var för lik Clint Eastwoods film Gran Torino (2008). Han utvecklade att En man som heter Ove "kunde visat lite mer fantasi och satt en egen tydlig signatur [...] Gran Torino har inte parallellhistorien där man tittar tillbaka till barndomen, men annars kom jag på mig själv med att kunna räkna ut vad nästa scen skulle handla om för att det var så likt Gran Torino. Hannes Holm besvarade Löfgrens kritik med att En man som heter Ove till visso har likheter och vars berättelse återfinns i flera andra filmer och böcker, men att till skillnad från Gran Torino innehåller den ett flertal flashback-scener som är "en av den filmens huvudbeståndsdelar". Aftonbladets filmkritiker Jan-Olov Andersson och Jens Peterson var båda skeptiska till Löfgrens kritik. Peterson påpekade att "huvudpersonerna är äldre män vars fruar nyss dött. Men skillnaderna är större. Den svenska är en kärlekshistoria som visar vad som formade Ove. Den amerikanska handlar om kriminella gäng och en äldre man som försöker dela med sig av erfarenheter till en tonåring. En stor skillnad är att många känner igen sig själva eller andra i Ove, både i Sverige och internationellt. Det har jag aldrig hört någon säga om Walt Kowalski som Clint Eastwood spelar."
I en gästkrönika på Dagens Samhälle skrev författaren Åsa Moberg att "Vitskjortan" som karaktärerna Ove och Anita har en konflikt med i filmen var ett "nidporträtt" som "representera[r] ondskan av en privat vårdföretagare." Moberg var ifrågasättande till att "en tjänsteman från ett riskkapitalägt vårdföretag" skulle kidnappa karaktären Rune. Hon argumenterade att det vanligtvis är mycket svårt för pensionärer att få plats på ett äldreboende och att "ingen kommun utreder äldre för att mot deras egen och närståendes vilja röva bort dem hemifrån". Hon sammanfattade sin krönika med att skriva: "Är det viktigt om en osannolik skurk är vinstdriven eller paragrafdriven i en roman och en film? Ja, när miljoner människor har tagit historien till sina hjärtan. I synnerhet inför ett valår där vänstern strävar efter att göra detta till en huvudfråga."

### Utmärkelser
En man som heter Ove tilldelades ett flertal utmärkelser och nomineringar från filmfestivaler och filmgalor världen över. Vid Guldbaggegalan den 18 januari 2016 tilldelades filmen pris för bästa manliga huvudroll till Rolf Lassgård, bästa mask och smink till Eva von Bahr och Love Larson samt publikpriset. Den var även nominerad i kategorierna bästa film, bästa kvinnliga biroll till Bahar Pars och bästa visuella effekter till Torbjörn Olsson. Vid European Film Awards i Wrocław i Polen den 10 december 2016 tilldelades filmen pris för bästa europeiska komedi och var nominerad inom kategorierna bästa manliga huvudroll till Lassgård och publikpriset.
Den 1 september 2016 utvaldes filmen av den svenska Oscarskommittén som Sveriges officiella bidrag till Oscarsgalan den 26 februari 2017. Den 16 december hamnade filmen på den sista gallringen ihop med 8 andra filmer. När nomineringarna presenterades den 24 januari 2017 tillkännagavs att filmen blivit nominerad inom kategorierna bästa icke-engelskspråkiga film och bästa smink till Bahr och Larson. Vid galan tilldelades filmen inget pris. Både Rolf Lassgård och Bahar Pars riskerade att missa galan, dels för att Lassgård inte tilldelades någon galabiljett, dels då Pars på grund av sitt iranska medborgarskap nekades att flyga till USA som en konsekvens av president Donald Trumps inreseförbud. Bådas problem löstes genom att Lassgård tilldelades en extrabiljett av Bahr och Larson och att inresereglerna ändrades så att alla med svenskt pass, även de med dubbla medborgarskap, fick komma in i USA.
| År   | Utmärkelse                                 | Kategori                                 | Översättning                                          | Mottagare                                           | Resultat  | Ref.    |
| ---- | ------------------------------------------ | ---------------------------------------- | ----------------------------------------------------- | --------------------------------------------------- | --------- | ------- |
| 2016 | Guldbaggegalan                             | Bästa mask och smink                     | Bästa mask och smink                                  | Eva von Bahr och Love Larson                        | Vann      | [ 128 ] |
| 2016 | Guldbaggegalan                             | Bästa manliga huvudroll                  | Bästa manliga huvudroll                               | Rolf Lassgård                                       | Vann      | [ 128 ] |
| 2016 | Guldbaggegalan                             | Publikpriset                             | Publikpriset                                          | Hannes Holm                                         | Vann      | [ 128 ] |
| 2016 | Guldbaggegalan                             | Bästa film                               | Bästa film                                            | Annica Bellander Rune och Nicklas Wikström Nicastro | Nominerad | [ 130 ] |
| 2016 | Guldbaggegalan                             | Bästa kvinnliga biroll                   | Bästa kvinnliga biroll                                | Bahar Pars                                          | Nominerad | [ 130 ] |
| 2016 | Guldbaggegalan                             | Bästa visuella effekter                  | Bästa visuella effekter                               | Torbjörn Olsson                                     | Nominerad | [ 130 ] |
| 2016 | Guldbaggegalan                             | Bästa foto                               | Bästa foto                                            | Göran Hallberg                                      | Nominerad | [ 130 ] |
| 2016 | Seattle International Film Festival        | Golden Space Needle Award for Best Actor | Golden Space Needle Award för bästa manliga huvudroll | Rolf Lassgård                                       | Vann      | [ 80 ]  |
| 2016 | Mill Valley Film Festival                  | Audience Award                           | Publikpriset                                          | Hannes Holm                                         | Vann      | [ 140 ] |
| 2016 | Cabourg Film Festival                      | Prix du Public                           | Publikpriset                                          | Hannes Holm                                         | Vann      | [ 141 ] |
| 2016 | European Film Awards                       | Best European Comedy                     | Bästa europeiska komedi                               | Hannes Holm                                         | Vann      | [ 131 ] |
| 2016 | European Film Awards                       | Best Actor                               | Bästa manliga huvudroll                               | Rolf Lassgård                                       | Nominerad | [ 107 ] |
| 2016 | European Film Awards                       | Lux Award                                | Publikpriset                                          | Hannes Holm                                         | Nominerad | [ 132 ] |
| 2017 | St. Louis Gateway Film Critics Association | Best Foreign Language Film               | Bästa utländska film                                  | Hannes Holm                                         | Nominerad | [ 142 ] |
| 2017 | Houston Film Critics Society               | Best Foreign Language Film               | Bästa utländska film                                  | Hannes Holm                                         | Nominerad | [ 143 ] |
| 2017 | Satellite Awards                           | Best Foreign Language Film               | Bästa utländska film                                  | Hannes Holm                                         | Nominerad | [ 144 ] |
| 2017 | Moët & Chandon Grand Scores                | Best Orchestral Score                    | Bästa orkestermusik                                   | Gaute Storaas                                       | Vann      | [ 145 ] |
| 2017 | Oscarsgalan                                | Bästa icke-engelskspråkiga film          | Bästa internationella långfilm                        | Hannes Holm                                         | Nominerad | [ 135 ] |
| 2017 | Oscarsgalan                                | Bästa smink                              | Bästa smink                                           | Eva von Bahr och Love Larson                        | Nominerad | [ 135 ] |

## Nyinspelning
Den 18 januari 2022 tillkännagavs att det skulle produceras en engelskspråkig nyinspelning av En man som heter Ove, med Marc Forster som regissör och med Tom Hanks i huvudrollen. I kölvattnet av filmens Oscarsnomineringar inleddes förhandlingar kring en nyinspelning mellan producenten Fredrik Wikström Nicastro och olika filmstudior i Hollywood. Nyinspelningens förproduktion inleddes i september 2017, med SF Studios som produktionsbolag och Nicastro som producent i samproduktion med Tom Hanks egna produktionsbolag Playtone med Hanks, Gary Goetzman och Rita Wilson som producenter. I februari 2022 köpte Sony Pictures upp filmens globala distributionsrättigheter för 60 miljoner dollar. Filmen fick titeln A Man Called Otto och inspelningarna inleddes i Pittsburgh under februari 2022. Den 25 december 2022 hade filmen biopremiär.